# Кала (филм из 1958)
Кала је југословенски филм из 1958. године на словеначком језику. Режирали су га Крешимир Голик и Андреј Хиенг а сценарио је написао Иван Рибич.
Премијера филма је била 9. јула 1958. године.

## Улоге
| Глумац         | Улога      |
| -------------- | ---------- |
| Лојзе Потокар  | Деда       |
| Стево Жигон    | Филозоф    |
| Јуре Долежал   | Андреј     |
| Хелена Кордас  | Ана        |
| Славко Свајгер | Сусед Крел |
| Марјан Краљ    | Илегалац   |
| Јанез Јерман   |            |
| Макс Фуријан   |            |
| Саша Миклавц   |            |
| Ангелца Хлебце |            |
| Славко Белак   |            |
| Стане Цесник   |            |
| Јанко Хочевар  |            |

Комплетна филмска екипа  ▼
| Редитељ                   | Крешимир Голик |                    |
| Редитељ                   | Андреј Хиенг   |                    |
| Сценариста                | Иван Рибич     | (новела)           |
| Композитор                | Блаж Арнич     |                    |
| Директор фотографије      | Јанез Калишник |                    |
| Монтажер                  | Даринка Персин |                    |
| Сценограф                 | Иво Спинчич    |                    |
| Костимограф               | Нада Шоуван    |                    |
| Одсек за шминку           | Берта Меглич   | шминкерка          |
| Менаџер продукције        | Франц Когој    | организатор        |
| Менаџер продукције        | Франце Маролт  | организатор        |
| Менаџер продукције        | Душан Повх     | директор филма     |
| Менаџер продукције        | Ладо Вилар     | организатор        |
| Помоћник режије           | Неда Мал       | помоћник редитеља  |
| Уметнички одсек           | Миливој Стањко | набавни реквизитер |
| Одсек за звук             | Марјан Хорват  | тон мајстор        |
| Одсек за звук             | Фрањо Јурјец   | тонски сарадник    |
| Одсек за камеру и расвету | Иво Белец      | пратилац камере    |
| Одсек за камеру и расвету | Еди Херић      | вођа расвете       |
| Одсек за камеру и расвету | Душан Хочевар  | пратилац камере    |
| Одсек за камеру и расвету | Јанез Пајк     | сценски мајстор    |
| Одсек за камеру и расвету | Жарко Тушар    | сниматељ           |
| Одсек за костим           | Тончка Блазник | гардеробер         |
| Одсек за монтажу          | Јелена Робиник | асистент монтажера |
| Музички одсек             | Цирил Цветко   | диригент           |
| Остала екипа              | Јелка Потокар  | секретар режије    |